# I Am What I Am (muzikálová píseň)
„I Am What I Am“ (česky „Já jsem to, co jsem“) je píseň původně uvedená v rámci broadwayského muzikálu Klec bláznů (v anglickém originále La Cage aux Folles), který získal Cenu Tony. Píseň slouží jako závěrečné číslo prvního dějství muzikálu a zpívá ji postava jménem Albin Mougeotte, kterou při premiérovém uvedení hrál George Hearn. Jeho verze se objevila také na hudebním albu s původním obsazením muzikálu, které bylo vydáno v roce 1983. Píseň složil americký skladatel Jerry Herman, známý také jako autor Hello, Dolly! a otevřený gay.

## Verze Glorie Gaynor
Píseň byla vydána také jako singl zpěvačky Glorie Gaynor v roce 1983 a stala se jednou z jejích nejznámějších písní. Producent Joel Diamond při zhlédnutí muzikálu Klec bláznů na Broadwayi rozpoznal disco potenciál této písně a zařídil, aby ji Gaynor nahrála na svoje album ...Park Avenue Sound z roku 1978, které produkoval. Ve Spojených státech amerických se verze Glorie Gaynor stala klubovým hitem, v Evropě pronikla mezi první čtyřicítku a stala se celosvětovou „gay hymnou“.

### Seznam skladeb
- 7" singl[4]

A. „I Am What I Am“ – 3:51
B. „More Than Enough“ – 4:46
- 12" singl[5]

A. „I Am What I Am“ (Extended Version) – 5:56
B. „I Am What I Am“ (Dub Mix) – 5:10

### Umístění v hitparádách
| Žebříček (1983–84)                             | Nejlepší umístění |
| ---------------------------------------------- | ----------------- |
| Austrálie (Kent Music Report)                  | 69                |
| Belgie                                         | 36                |
| Německo                                        | 35                |
| Irsko (IRMA)                                   | 18                |
| Nizozemsko (MegaCharts)                        | 37                |
| Jižní Afrika (Springbok)                       | 12                |
| Švýcarsko                                      | 20                |
| UK Singles Chart (OCC)                         | 13                |
| U.S. Dance Music/Club Play Singles (Billboard) | 3                 |
| U.S. R&B Singles (Billboard)                   | 82                |
| U.S. Billboard Bubbling Under the Hot 100      | 102               |

## Další verze
- Eddie Fisher nahrál píseň pro své album z roku 1983 The Best of Times – is Now! .
- Shirley Bassey nahrála píseň pro své album z roku 1984 I Am What I Am. Tato verze vyšla také jako singl spolu se skladbou „This Is My Life“ na straně B, ale v hitparádách se neumístila.
- V Argentině zpěvačka Sandra Mihanovich nahrála španělskouv cover verzi písně „Soy lo que soy“, která vyšla na stejnojmenném albu v roce 1984.[16]
- Pia Zadora nahrála „I Am What I Am“ na své stejnojmenné album z roku 1986 a vydala ji také jako singl.
- Marti Webb vydala cover verzi písně na svém albu z roku 1989 Performance.
- V roce 1998 Respect spolu s britskou zpěvačkou Hannah Jones nahrál cover verzi, která byla použita v britském televizním seriálu Queer as Folk. V roce 2004 vydala Jones svoji sólovou verzi.
- Švédský umělec Lars-Åke Wilhelmsson, vystupující jako drag queen pod uměleckým jménem Babsan, vydal v roce 1999 švédskou verzi písně „Jag är som jag är“.
- Nizozemská modelka a zpěvačka Karen Mulder vydala cover verzi v roce 2002. Singl dosáhl na 13. příčku hitparád ve Francii, na 22. v belgickém Valonsku a obsadil 81. místo ve Švýcarsku.[17]
- Ken Page nahrál cover verzi pro album vydané k poctě Jerryho Hermana v roce 2003 Tap Your Troubles Away: The Words & Music of Jerry Herman.[18]
- Linda Eder na svém albu Broadway My Way z roku 2003 přinesla další cover verzi „I Am What I Am“ a vydala ji také jako singl. Ten se umístil na 40. místě v americkém žebříčku Dance Club Songs časopisu Billboard.[19]
- Parodické duo Amateur Transplants vydalo cover verzi písně na svém albu Unfit to Practice z roku 2008.
- John Barrowman pořídil nahrávku cover verze pro své album z roku 2008 Music Music Music.[20]
- Amanda Lear na svém EP z roku 2009 Brand New Love Affair vydala cover skladby „I Am What I Am“ a v květnu 2010 přidala také digitální singl.[21]
- V roce 2011 vydal Páll Oskar islandskou verzi písně s názvem „Ég er eins og ég er“.
- Píseň byla použita jako závěrečné číslo zahajovacího ceremoniálu letní paralympijské hry 2012 v Londýně, kdy ji zazpívala Beverley Knight.
- Anthony Geary (ve svojí roli Luka Spencera) předvedl verzi této písně na Sesterském plese roku 2014 v epizodě denní telenovely ABC General Hospital vysílané 9. května 2014.
- Na Filipínách píseň zazpívala Maricel Soriano v roce 2015 v televizním seriálu Inday Bote.
- Drag queen Ginger Minj předvedla verzi této písně na Trailblazer Honors roku 2016 na počest amerického dramatika Harveyho Fiersteina, autora muzikálu.
- Dánsko-norská hudební skupina Aqua vydala verzi písně pro WorldPride 2021 v Kodani.[22]

## České verze
Muzikál Klec bláznů uvedlo česky Hudební divadlo Karlín s premiérou 30. května 1998 a texty písní z něj přebásnil Eduard Krečmar. Píseň v této verzi s přeloženým názvem „Já jsem to, co jsem“ zpíval v roli Albína zprvu Ladislav Županič a poté Libor Zavislan. Od 10. března 2000 muzikál s písní uvedlo také Národní divadlo Brno, a to v témže překladu a rovněž s Liborem Zavislanem v roli Albína.

## Jiné použití
- Gay a lesbické království Korálových ostrovů, někdejší mikronárod obývající ostrovy Korálového moře poblíž Austrálie, přijalo píseň jako svou národní hymnu.[30]